# Бух-ін-Тіроль
Бух-ін-Тіроль (нім. Buch in Tirol) — громада округу Швац у землі Тіроль, Австрія.
Бух-ін-Тіроль лежить на висоті 545 м над рівнем моря і займає площу 9,49 км². Громада налічує 2549 мешканців.
Густота населення 269/км².
Громада Бух-ін-Тіроль розташована в долині річки Інн, на південь від неї. Крім основного селища, до громади входять інші селища й хутори.
|                                        |
| Бух-ін-Тіроль на мапі округу та землі. |

 Адреса управління громади: St. Margarethen 108, 6220 Buch in Tirol.